# Orchidea
Orchidea is een stripalbum dat voor het eerst is uitgegeven in 1990 met Bernard Cosendai als schrijver, tekenaar en inkleurder en Yves Amateis als grafisch ontwerper. Deze uitgave werd uitgegeven door Dupuis in de collectie vrije vlucht.